# Pohlia minor
Pohlia minor là một loài Rêu trong họ Bryaceae. Loài này được Schleich. ex Schwägr. miêu tả khoa học đầu tiên năm 1816.